# 성산일출봉
성산일출봉(城山日出峰)은 대한민국 제주특별자치도 서귀포시 성산읍 성산리에 있는 산이다.
커다란 사발 모양의 분화구가 특징으로, 분화구 내부의 면적은 129,774m2이다. 높이는 182m이다. 성산 일출봉에서의 일출은 대한민국에서 가장 아름다운 해돋이로 꼽히며 영주십경(瀛州十景) 중 하나이다. 일출봉 분화구와 주변 1km 해역이 성산일출봉 천연보호구역(城山日出峰 天然保護區域, 영어: Seongsan Ilchulbong Tuff Cone Natural Reserve)으로 2000년 7월 18일 대한민국의 천연기념물 제420호로 지정되었다. 또한 2007년 성산 일출봉 응회구의 1.688km2가 제주 화산섬과 용암 동굴의 일부로 세계자연유산으로 등재되었다. 또한 성산일출봉은 일출을 화려하게 구경할 수 있다.

## 현지 안내문
성산 일출봉 천연보호구역은 제주도의 동쪽 끝에 위치하고 있으며 일출봉 전체와 1㎞ 이내의 해역을 포함하고 있다.
성산 일출봉은 중기 홍적세 때 얕은 바다에서 화산이 분출되면서 형성되었다. 일출봉은 커다란 사발모양의 평평한 화구가 섬 전체에 걸쳐 있어 다른 화산구와는 구별되는 매우 특이한 형태를 하고 있다.
일출봉을 중심으로 하는 성산포 해안 일대는 청정해역으로 동남쪽의 해안은 비교적 넓은 조간대가 있는데, 암석지대·자갈지대·모래사장 등이 있다. 그 외 해안식물은 녹조류·갈조류·홍조류 등 총 127종이 발견되어 우리나라 해조상을 대표할 수 있는 다양한 종류의 해조류가 자라고 있는 것으로 밝혀졌다. 또한 이곳은 제주분홍풀, 제주나룻말로 지칭되는 신종 해산식물의 원산지로 세계적으로 주목을 받고 있는 지역이기도 하다. 해산동물의 경우 총 177종이 있는 것으로 밝혀졌으며, 그 중에 많은 한국산 미기록종이 포함되어 우리나라 해산동물의 분포상을 연구하는데 매우 주목되는 지역이다.
성산 일출봉 천연보호구역은 일출봉의 지형·지질·경관적 특성과 주변 1㎞ 연안 해역의 식생이 우리나라 해양생물의 대표적인 특성을 보존하고 있으며, 특히 한국산 신속 및 신종 해조류의 원산지이기 때문에 천연기념물로 지정하여 보호·관리하고 있다.
2007년 6월 27일 제31차 세계유산위원회에서 '제주 화산섬과 용암동굴'의 이름으로 한라산천연보호구역, 성산일출봉천연보호구역, 거문오름용암동굴계의 3개 천연기념물이 세계자연유산으로 등재되기도 하였다.

## 관련 사진

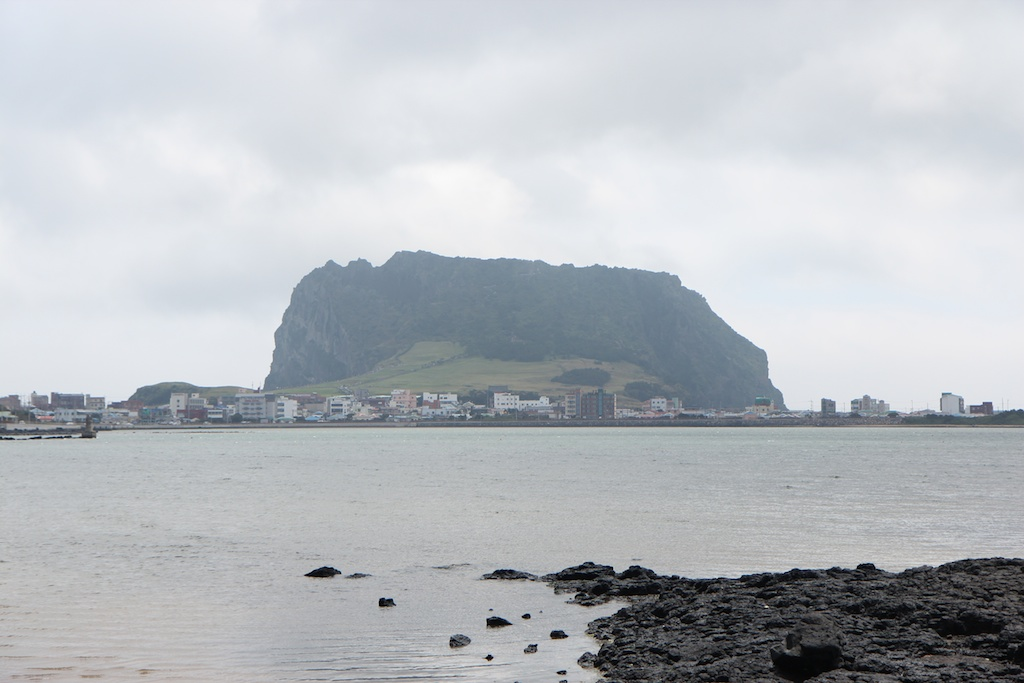
갑문다리(북서쪽) 앞에서 본 성산일출봉
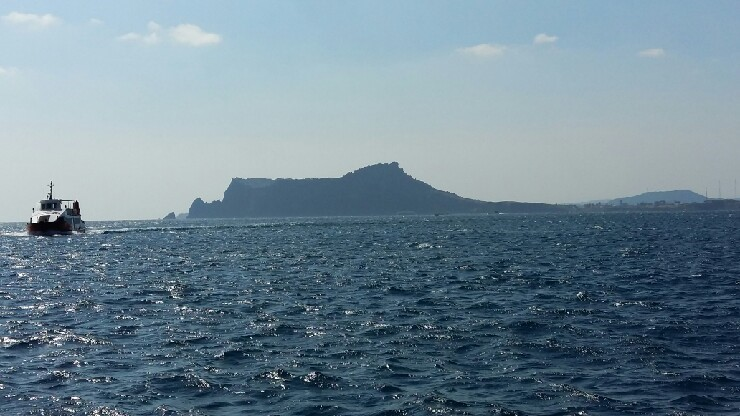
바다 멀리에서 촬영한 성산일출봉의 모습
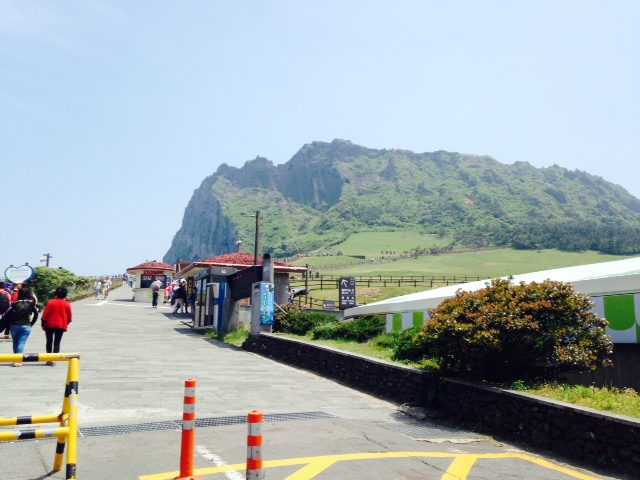
제주도 성산일출봉 입구
성산일출봉의 등산로
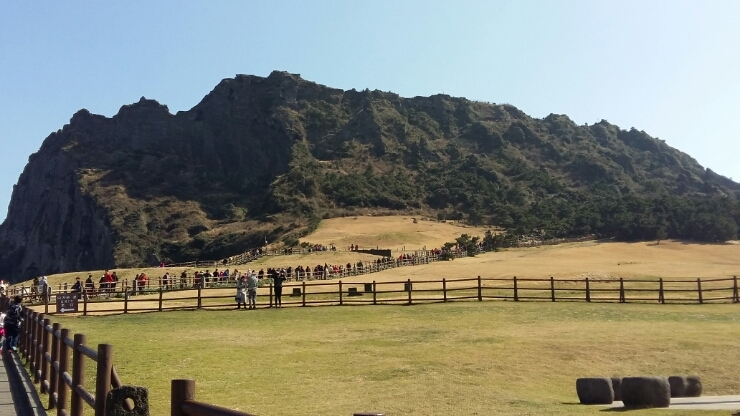
성산일출봉의 등산로2
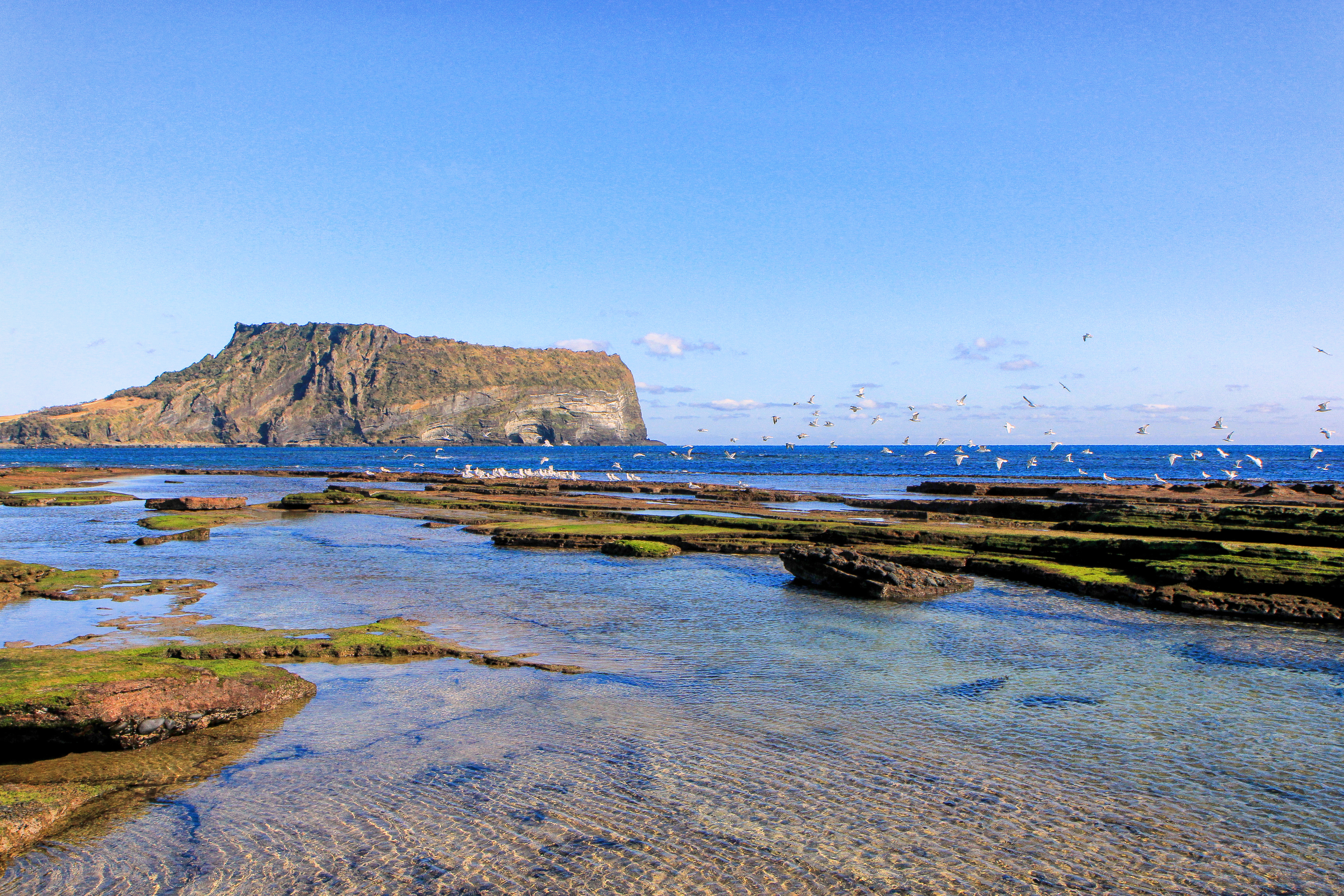
성산일출봉 앞 바다
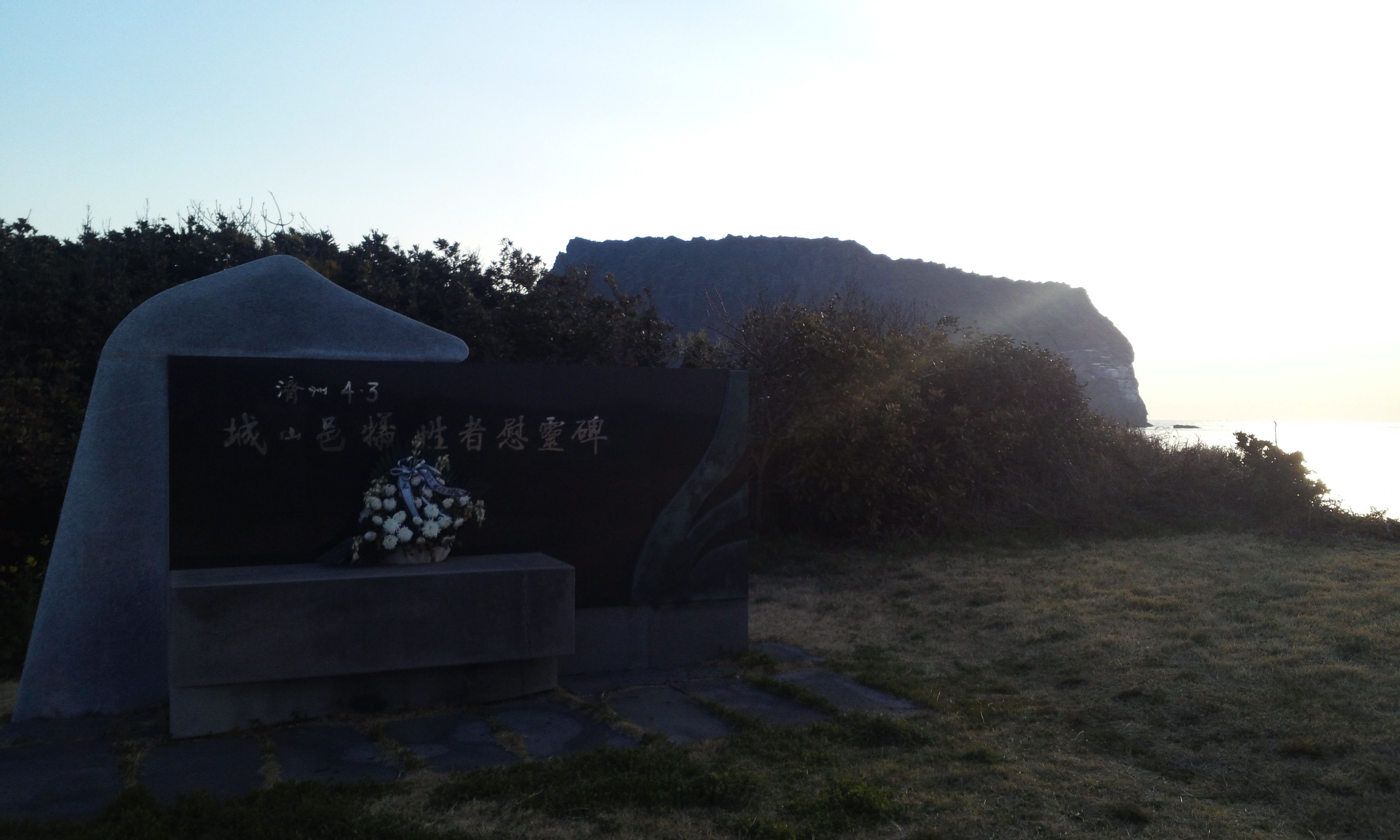
성산일출봉 인근 4.3희생자 위령비

## 같이 보기
- 대한민국의 세계유산
- 한라산
- 김녕굴·만장굴
- 거문오름 용암동굴계
- 제주 김녕굴과 만장굴

## 참고 문헌
- 이 문서에는 다음커뮤니케이션(현 카카오)에서 GFDL 또는 CC-SA 라이선스로 배포한 글로벌 세계대백과사전의 〈《성산일출봉》〉 항목을 기초로 작성된 글이 포함되어 있습니다.

## 참고 자료
- 성산일출봉 천연보호구역 - 국가유산청 국가유산포털
- 문화재청, 《문화재이야기여행 천연기념물 100선 보관됨 2016-08-28 - 웨이백 머신》, pp504~513, 2016-03-31
- 성산일출봉, 제주특별자치도
- 《Welcome to 제주》, 제주특별자치도, 2006